# 中澤高清
中澤 高清（なかざわ たかきよ、1947年10月10日 - ） は、日本の地球物理学者。東北大学名誉教授、元大気化学研究会会長。

## 人物・経歴
島根県松江市生まれ。1966年島根県立松江南高等学校卒業。1970年高知大学文理学部理学科卒業。同年東北大学大学院理学研究科に入学し、山本義一、次いで田中正之に師事し、大気放射学の研究を行い、1976年東北大学大学院理学研究科博士課程単位取得退学、東北大学理学部教務系技官。1979年東北大学理学部助手。1980年東北大学理学博士。
1986年スクリップス海洋研究所客員研究員。1987年東北大学理学部助教授。1989年宇宙科学研究所客員助教授。1993年国立極地研究所客員助教授。1994年東北大学理学部教授。1998年東北大学大学院理学研究科教授。1999年東北大学大学院理学研究科大気海洋変動観測研究センター長。1999年地球フロンティア研究システムグループリーダー。
2007年大気化学研究会会長。2010年海洋研究開発機構招聘上席研究員。2012年東北大学名誉教授・客員教授。2014年日本地球惑星科学連合フェロー。日本気象学会藤原賞、山崎賞、日産科学賞、地球温暖化防止活動環境大臣表彰（学術部門）、気象庁長官表彰、三宅賞、島津賞等受賞。2009年秋の褒章で紫綬褒章受章。趣味は園芸。2020年（令和2年）秋の叙勲で瑞宝中綬章受章。